# Schloss Wildenfels

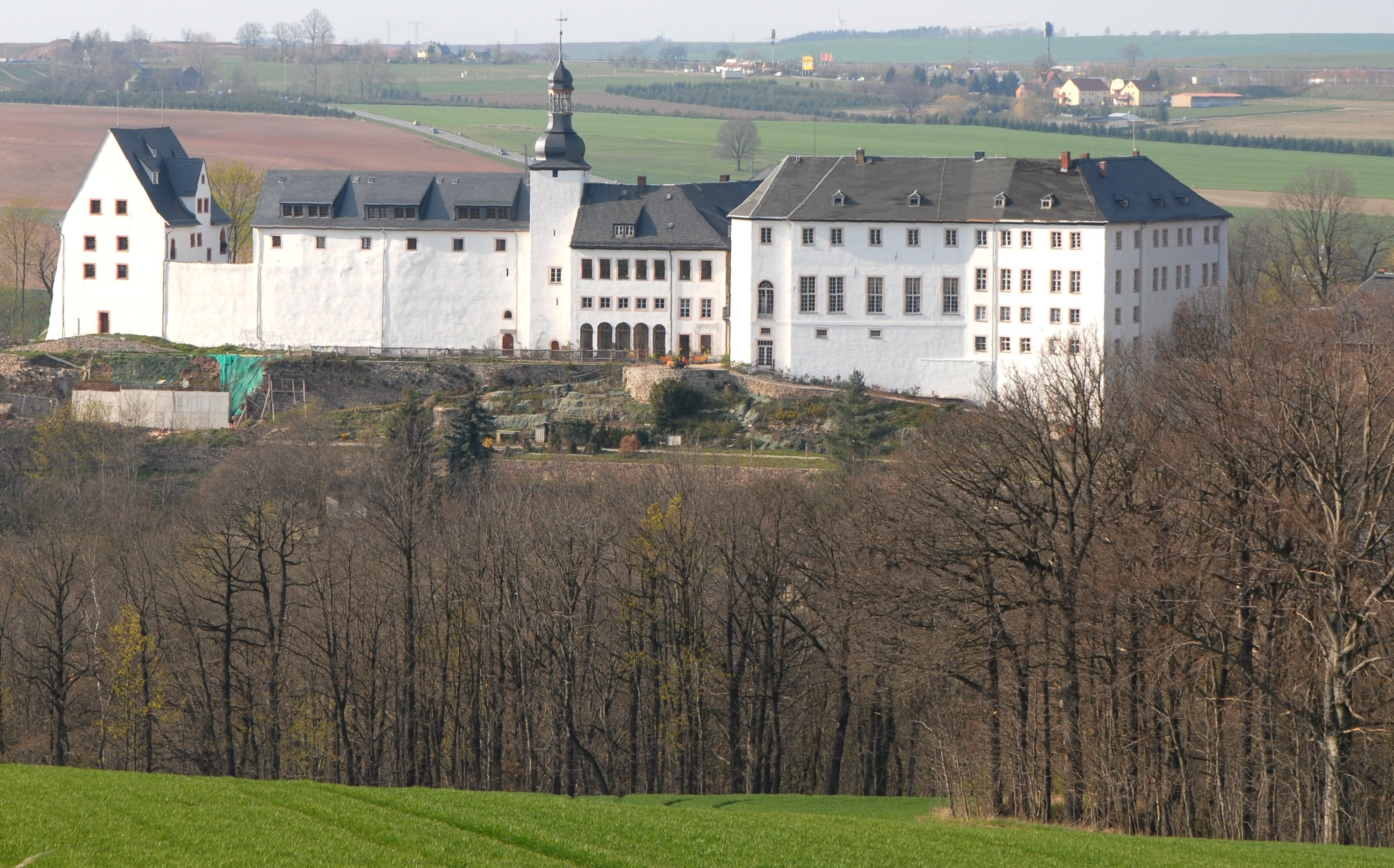
Schloss Wildenfels von Süden

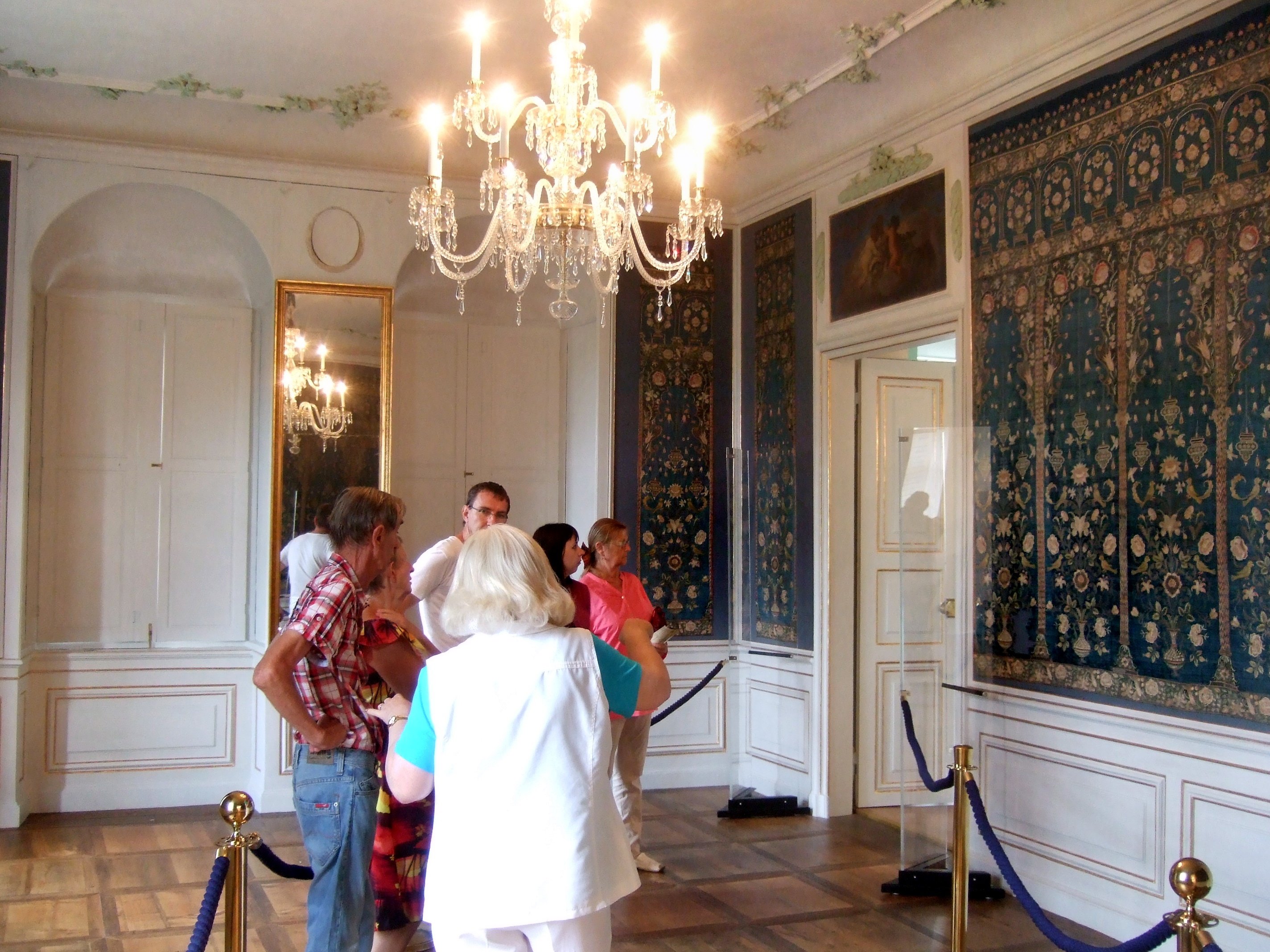
Der Blaue Salon

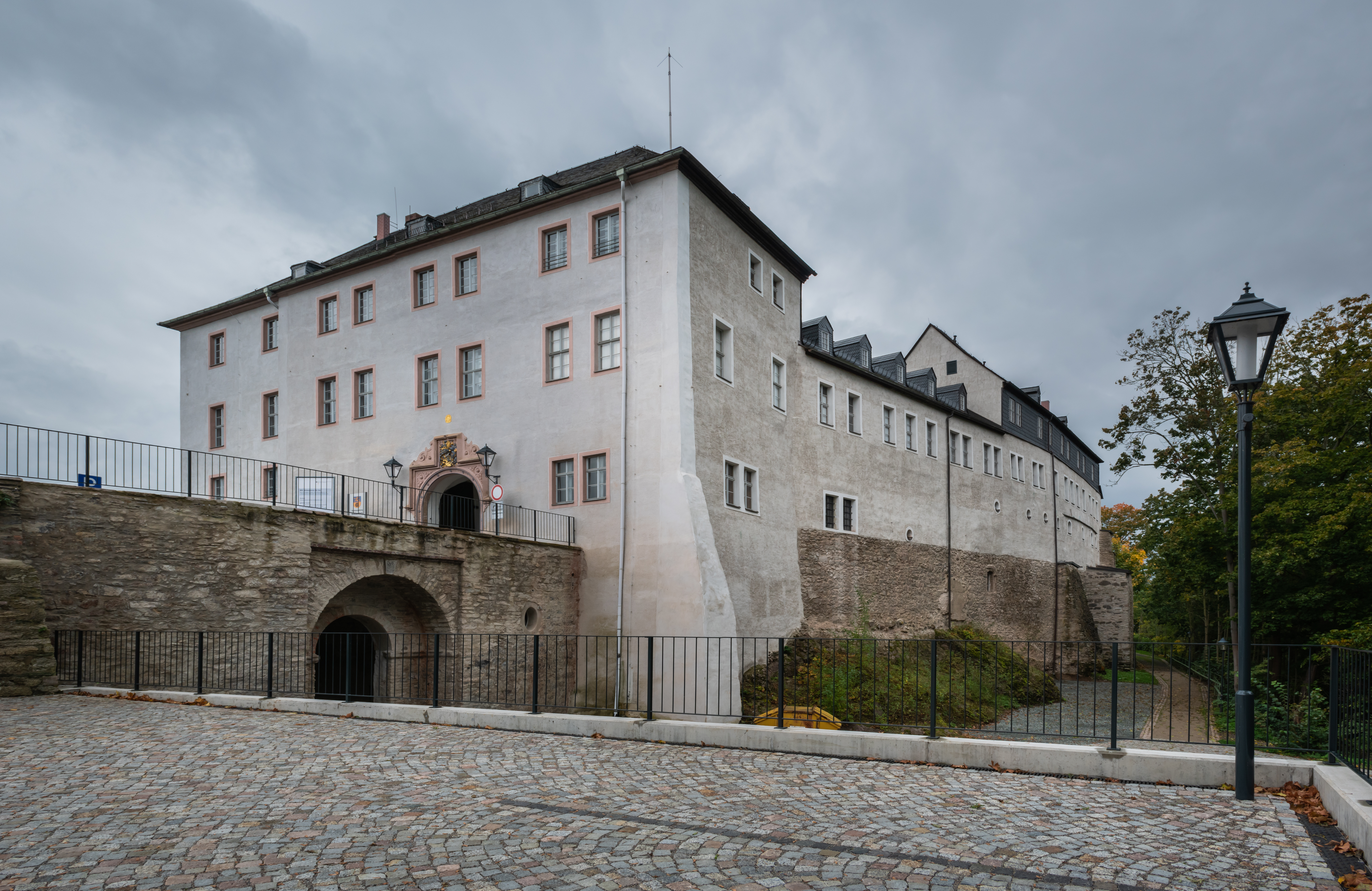

Schloss Wildenfels erhebt sich auf einem Bergsporn über der Stadt Wildenfels nahe Zwickau in Sachsen. Es ist vor allem für seine einmaligen Papier- und Seidentapeten aus dem 18. Jahrhundert bekannt, welche sich in den ehemaligen Wohnräumen der gräflichen Familie befinden.

## Lage
In Ortsmitte von Wildenfels auf einem nach Westen gerichteten Bergsporn zwischen dem Zschocken-Wildenfels-Schönauer Bach und einem Nebenbach gelegen.

## Geschichte

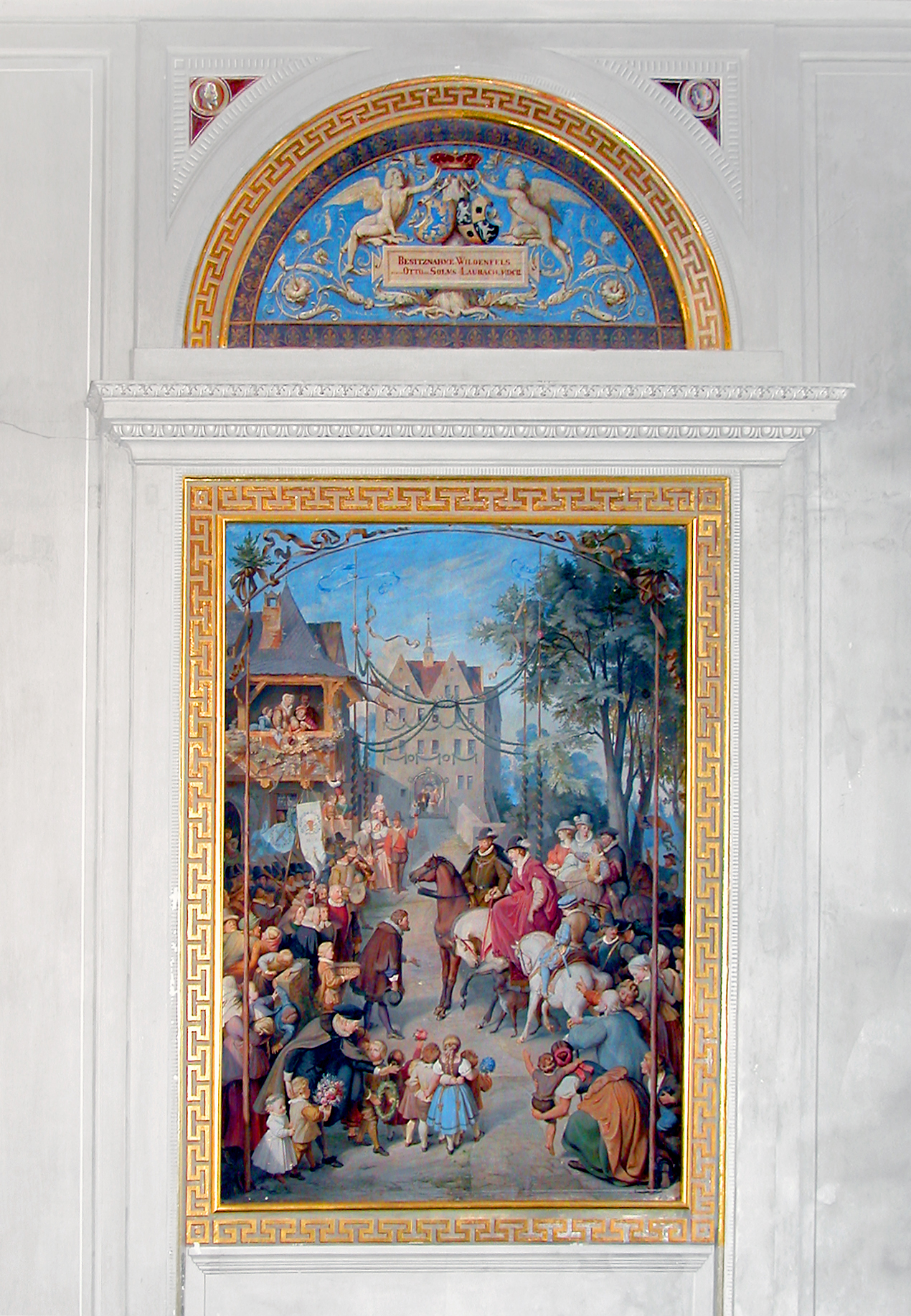
Schloss Wildenfels, Ahnensaal

Die Herren zu Wildenfels begannen noch vor dem Jahr 1200 mit dem Bau ihrer Burg, die zum Sitz der Herrschaft Wildenfels wurde, welche sie von der reichsunmittelbaren Grafschaft Hartenstein zu Lehen nahmen. 
Im Jahr 1226 ist "Jutta de Wildenvels" belegt und im Jahr 1233 titelt eine Urkunde "urbani de Wildenfels".
Nach der Abtrennung von der Grafschaft Hartenstein im Jahr 1440 war die Herrschaft Wildenfels bis 1706 ein sehr kleines, aber eigenständiges und reichsunmittelbares Reichsafterlehen, das nur die Stadt Wildenfels, zwei Dörfer und sechs Dorfanteile umfasste. Der älteste Teil der Anlage befindet sich am westlichen Ende der Anhöhe. Er bildete den Palas einer Burg, wurde später aber zum Kornhaus umgebaut. Die übrigen Gebäude, die den Hauptteil des heutigen Schlosses bilden, wurden später errichtet. Vorgelagert befinden sich Wirtschafts-, Wohn- und Verwaltungsgebäude.
Von 1602 bis 1945 befand sich das Schloss im Besitz der Grafen zu Solms-Wildenfels. Die Linie des ursprünglichen Adelsgeschlechts endete mit dem Tod Anarg Friedrichs von Wildenfels. Im Zuge dessen ging 1602 die Wildenfelser Herrschaft, mit allen Besitzungen und Rechten, an das Solmsche Grafenhaus über. Besonders unter Friedrich Magnus I. und seiner wohlhabenden Gattin Caroline Sophie von Leiningen-Hartenburg entwickelte sich die kleine Residenz zu einem kulturellen Kleinod der Region. Das Grafenpaar war der freigeistigen Gesinnung und den schönen Künsten zugetan und widmete sich daher intensiv dem Umbau der Anlage, des Schlossparks und der zeitgemäßen Ausgestaltung der Räume. Da der Graf den Grundsätzen des Humanismus und dem aufgeklärten Absolutismus verpflichtet war, gründete er 1776 die Freimaurerloge „Zum goldenen Apfel“. Dichter, Denker und Maler wurden auf das Schloss eingeladen. Am Fuße des Erzgebirges entstand ein Musenhof. Die Söhne Friedrich Magnus I. hielten am kulturellen Schwerpunkt der Familie fest.
1945 wurde das Schloss enteignet und Volkseigentum. Seither werden Teile als Wohnraum vermietet. 
Das Schlossareal wurde als Burgstelle am 18. Januar 1971 als Bodendenkmal unter Schutz gestellt. Funde (bis 1983) sind für das Burggelände bei Geupel nicht verzeichnet.
Seit 1990 wird das Schloss grundlegend instand gesetzt. Ein Teil der Gebäude wird für öffentliche Veranstaltungen, Hochzeiten und weiterhin zum Wohnen genutzt. Zudem befindet sich eine Außenstelle der Kreismusikschule „Clara Wieck“ des Landkreises Zwickau sowie die Stadtbibliothek der Stadt Wildenfels in dem historischen Gemäuer. Im Jahr 1998 wurde der gemeinnützige Verein „Freundeskreis Schloss Wildenfels e. V.“ gegründet, welcher sich für die Restaurierung der kostbaren Räumlichkeiten und Ausstattung engagiert. Einzigartig sind die im „Blauen Salon“ und im „Chinesischen Kabinett“ zu besichtigenden Seidentapeten aus dem 18. Jahrhundert. Es handelt sich hierbei um ehemals sehr verbreitete, aber nur noch äußerst selten erhaltene Wandbespannungen. Stück für Stück wurden und werden diese wieder zu altem Glanz erweckt.
Der vordere und hintere Burghof sowie der Schlosspark sind für eine Besichtigung zugänglich.